# Kotrabudan
Kotrabudan (en serbe cyrillique : Котрабудан; en albanais : Kodërbudan) est un village de l'est du Monténégro, dans la municipalité de Podgorica.

## Démographie

### Évolution historique de la population
| 1948 | 1953 | 1961 | 1971 | 1981 | 1991 | 2003 |
| ---- | ---- | ---- | ---- | ---- | ---- | ---- |
| 78   | 96   | 128  | 92   | 110  | 218  | 288  |